# Dellmensingen

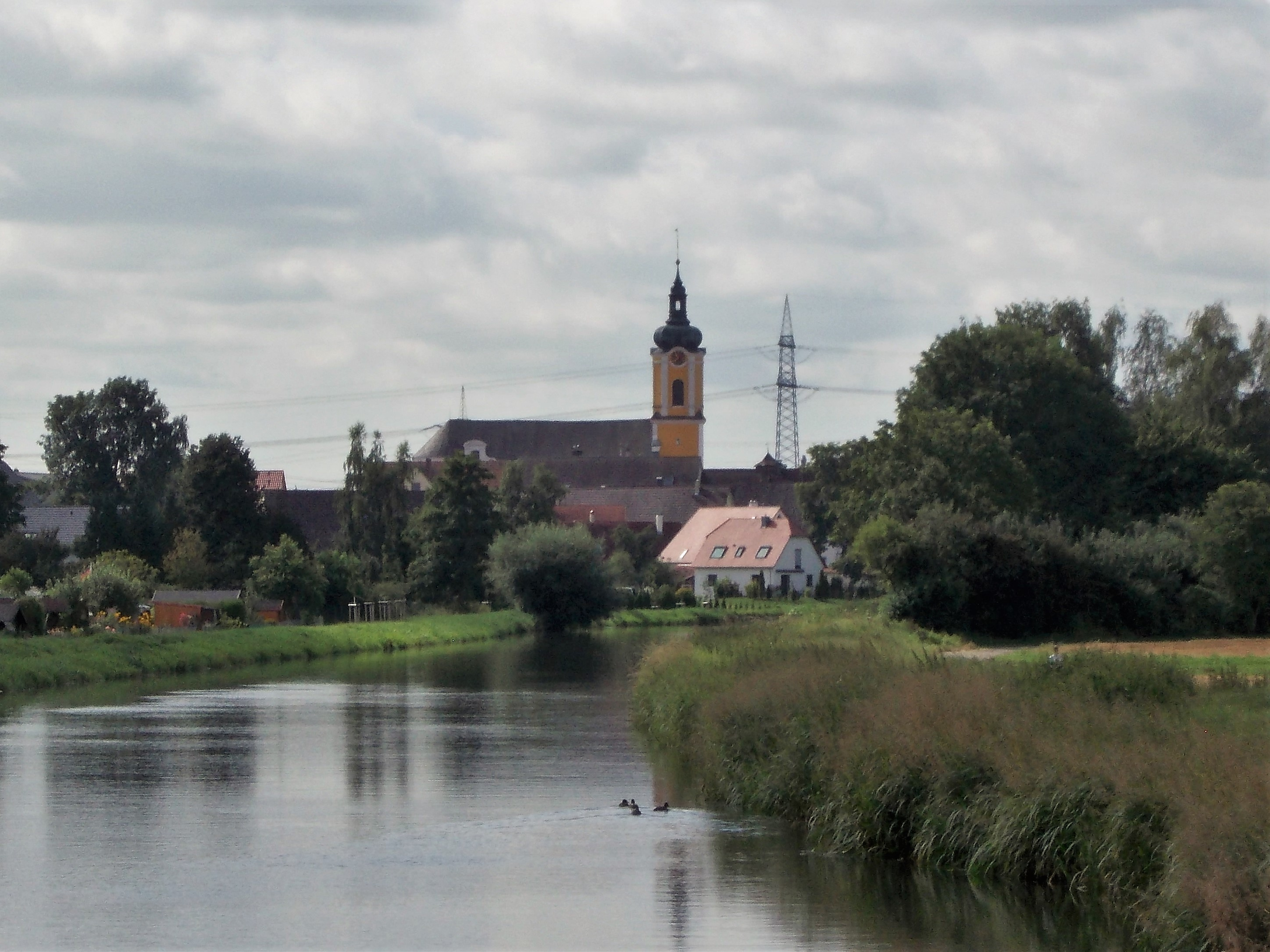
Ortsansicht von Dellmensingen

Dellmensingen ist ein Stadtteil von Erbach im Alb-Donau-Kreis in Baden-Württemberg, rund drei Kilometer südlich der Kernstadt.

## Geschichte
Im 5. Jahrhundert entstand Dellmensingen durch Ansiedlungen auf dem heutigen Gebiet und wurde 1092 erstmals urkundlich erwähnt, jedoch schon 1246 im Kampf um Ulm niedergebrannt. 1607 erfolgte der Bau der unteren Burg, zwischen 1711 und 1712 folgte die Kirche. Die Habsburger mussten sich Anfang des 19. Jahrhunderts aus dieser Region zurückziehen und Württemberg schloss mit den Franzosen ein Bündnis, woraufhin Dellmensingen 1805 zunächst an Bayern kam und durch den Grenzvertrag zwischen Bayern und Württemberg 1810 an das Königreich Württemberg, wo es dem Oberamt Wiblingen unterstellt wurde.
Etwa hundert Jahre nach dem Abriss der unteren Burg 1802 wurde die erste stromerzeugende Turbine 1904 in Gang gesetzt und der Ort 1908 erstmals mit 13 Lampen erleuchtet. Kurze Zeit später folgten 1910 die Errichtung eines Bahnhaltepunkts und 1912 die Aufstockung des Kirchturms auf 42 m Höhe. Ende des Ersten Weltkriegs 1918 waren 37 Dellmensinger gefallen.
In den folgenden Jahren wuchs der Stadtteil weiter und so erfolgte 1921 die Gründung der Volksbühne Dellmensingen, und des Sportvereins Dellmensingen, 1930 der Bau eines zweiten Schulhauses und 1933 der des Wasserturms und mehrerer Wasserleitungen.
Während des Dritten Reichs gab es von Februar bis August 1942 ein jüdisches Zwangsaltersheim mit 128 Juden aus Württemberg (meist aus Stuttgart). Diese wurden jedoch im September allesamt nach Theresienstadt deportiert. Nach Eintreffen der ersten Ostflüchtlinge 1943 wurde am 17. Dezember 1944 Ulm  bombardiert und das Landratsamt Ulm wurde im Zuge dessen nach Dellmensingen verlagert. Am 23. April 1945 erreichten französische Truppen Dellmensingen, der Krieg brachte insgesamt 70 Gefallene und 23 (noch) vermisste Dellmensinger mit sich.
1955 kaufte die Gemeinde die obere Burg, bevor sie am 1. Juli 1974 in die Stadt Erbach (Donau) eingemeindet wurde.

## Bevölkerungsentwicklung
Es handelt sich um Einwohnerzahlen nach dem jeweiligen Gebietsstand bis 1970 und ohne die heute dazugehörigen Ortsteile. Die Zahlen sind Volkszählungsergebnisse oder amtliche Fortschreibungen mit Archivierungen des LEO-BW Online-Informationssystems für Baden-Württemberg.
| Jahr      | 1852 | 1871 | 1880 | 1890 | 1900 | 1910 | 1925 | 1933 | 1939 | 1950 | 1956 | 1961 | 1970 |
| Einwohner | 860  | 858  | 884  | 875  | 793  | 830  | 901  | 923  | 953  | 1448 | 1480 | 1564 | 1810 |

## Sehenswürdigkeiten
- Sehenswert sind die barocke Pfarrkirche St. Kosmas und Damian, die zwischen 1711 und 1712 erbaut wurde.
- Das Schloss in Dellmensingen wurde im Jahr 1685 von der Adelsfamilie von Werdenstein erbaut. Das Anwesen bestand aus der Herrschaftsbehausung, dem Pfisterhaus, Stallungen, Stadel sowie einem Viehstall. Außerdem bestand das Schloss noch aus zwei kleinen Nebengebäuden und einem weiteren Hof. Um die Gebäude herum bestand eine Ring- und Schutzmauer.[9] Im Jahr 2021 fanden umfangreiche Renovierungsmaßnahmen statt.[10]
- Renovierte Schlossmühle, heute ein Wasserkraftwerk.
- Der Bau des Wasserturms aus Stahlbeton wurde 1935 fertig gestellt. Die Höhe des Turms beträgt 29 m mit einem Fassungsvermögen von 200 m³.

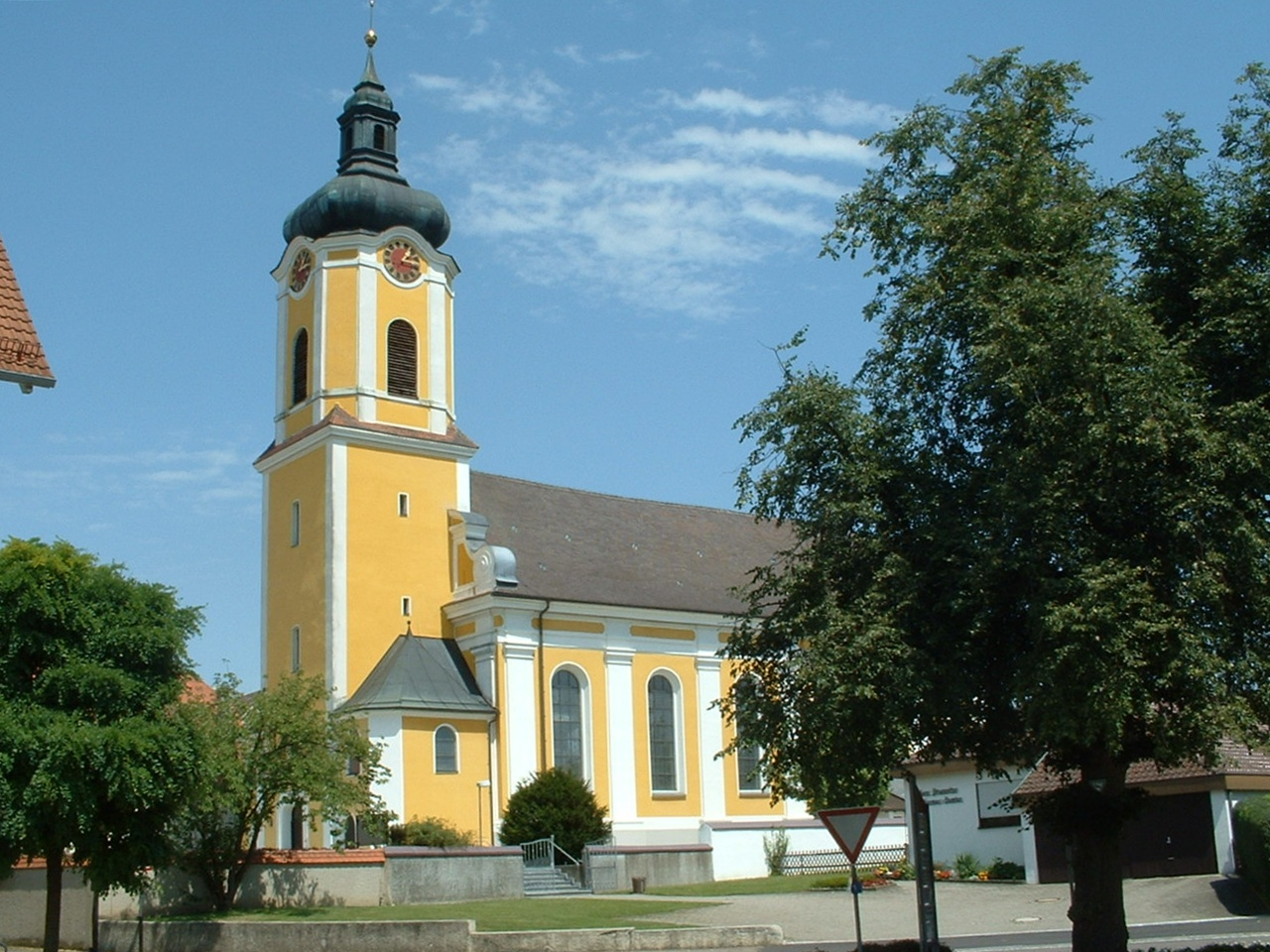
Pfarrkirche St. Kosmas und Damian
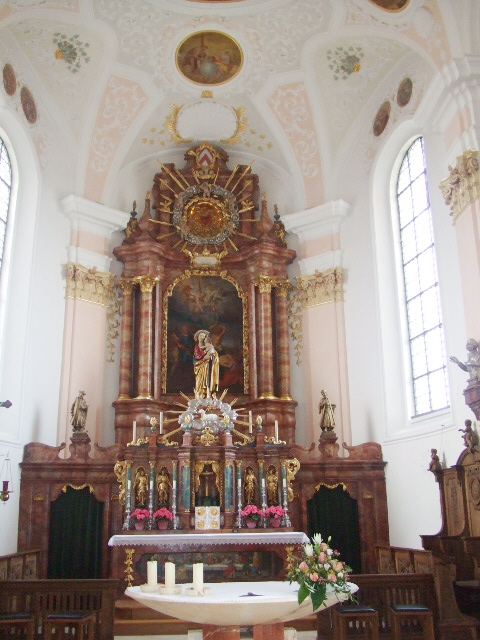
Hochaltar der Pfarrkirche
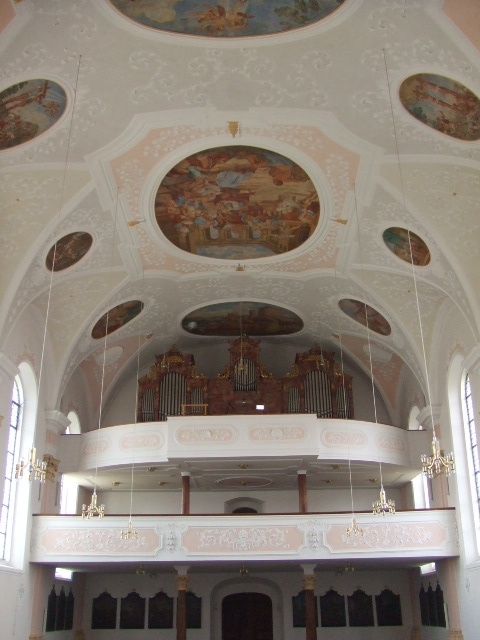
Empore mit Orgel
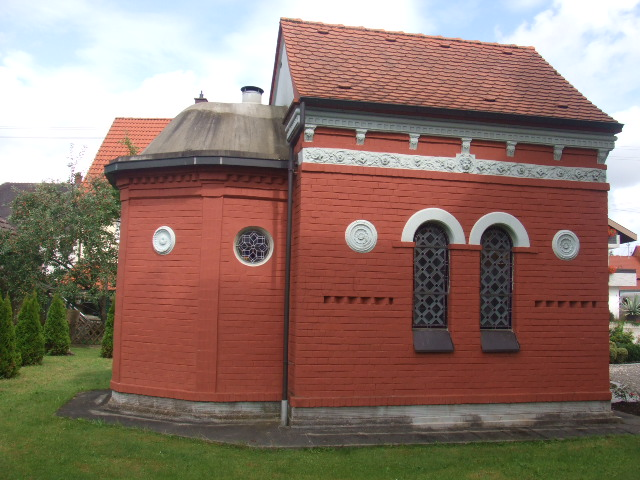
Kapelle bei der Kirche
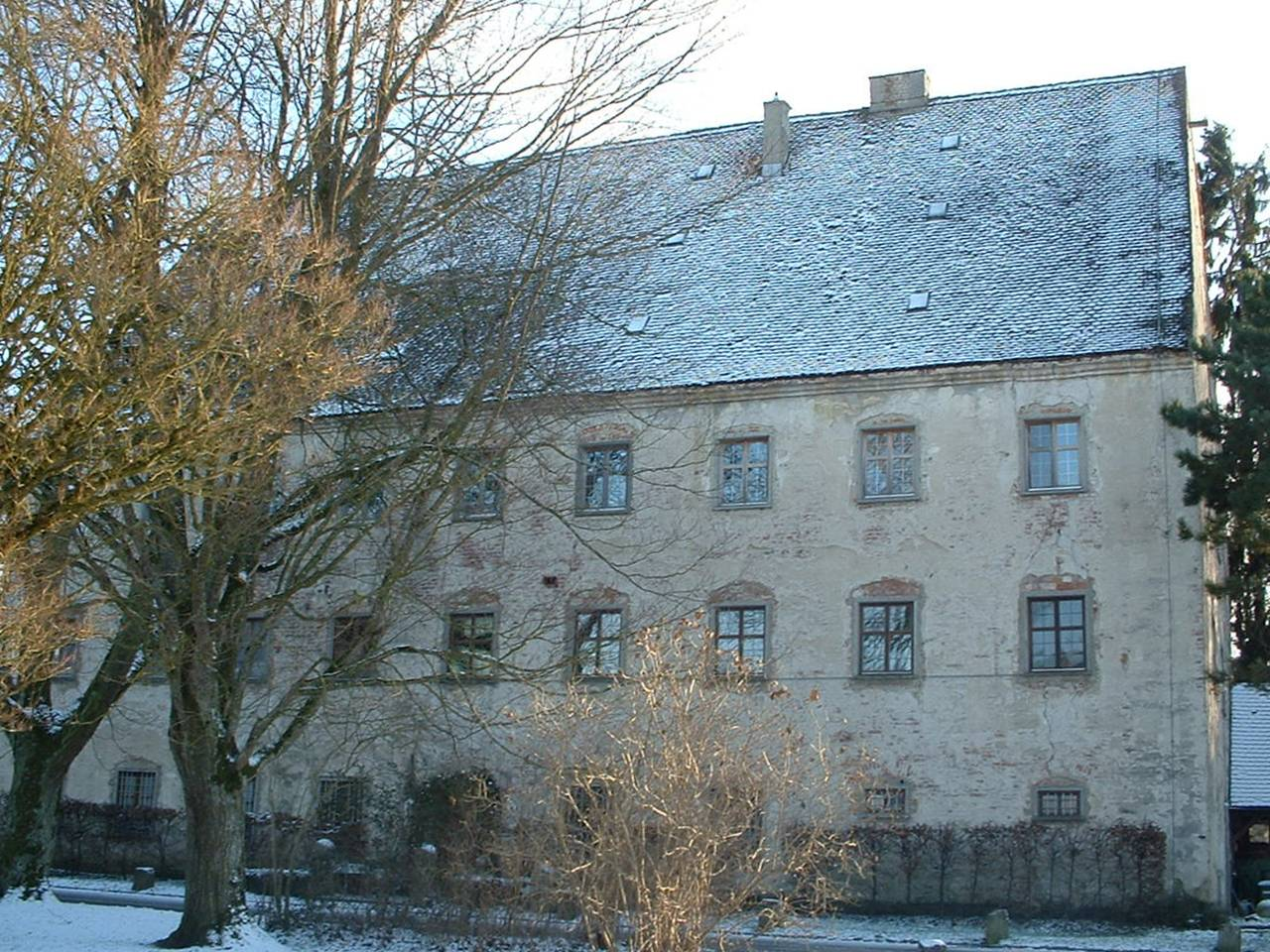
Schloss Dellmensingen
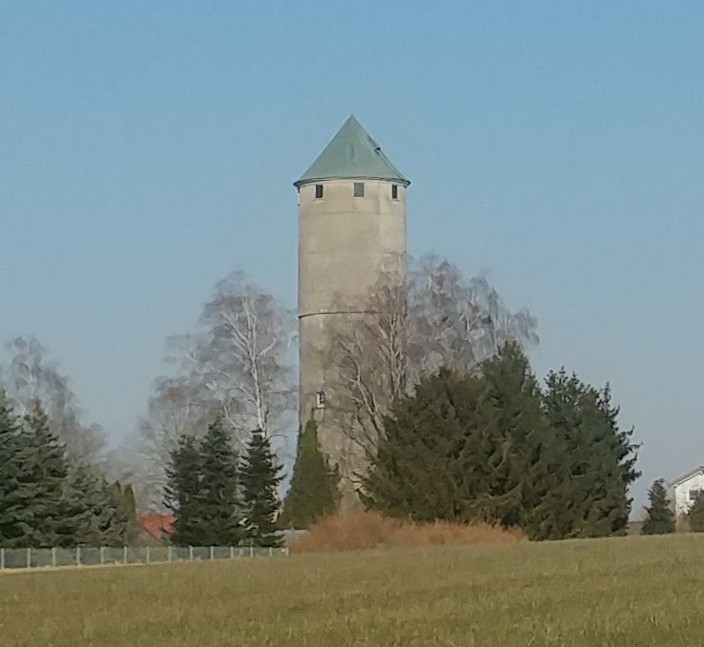
Wasserturm
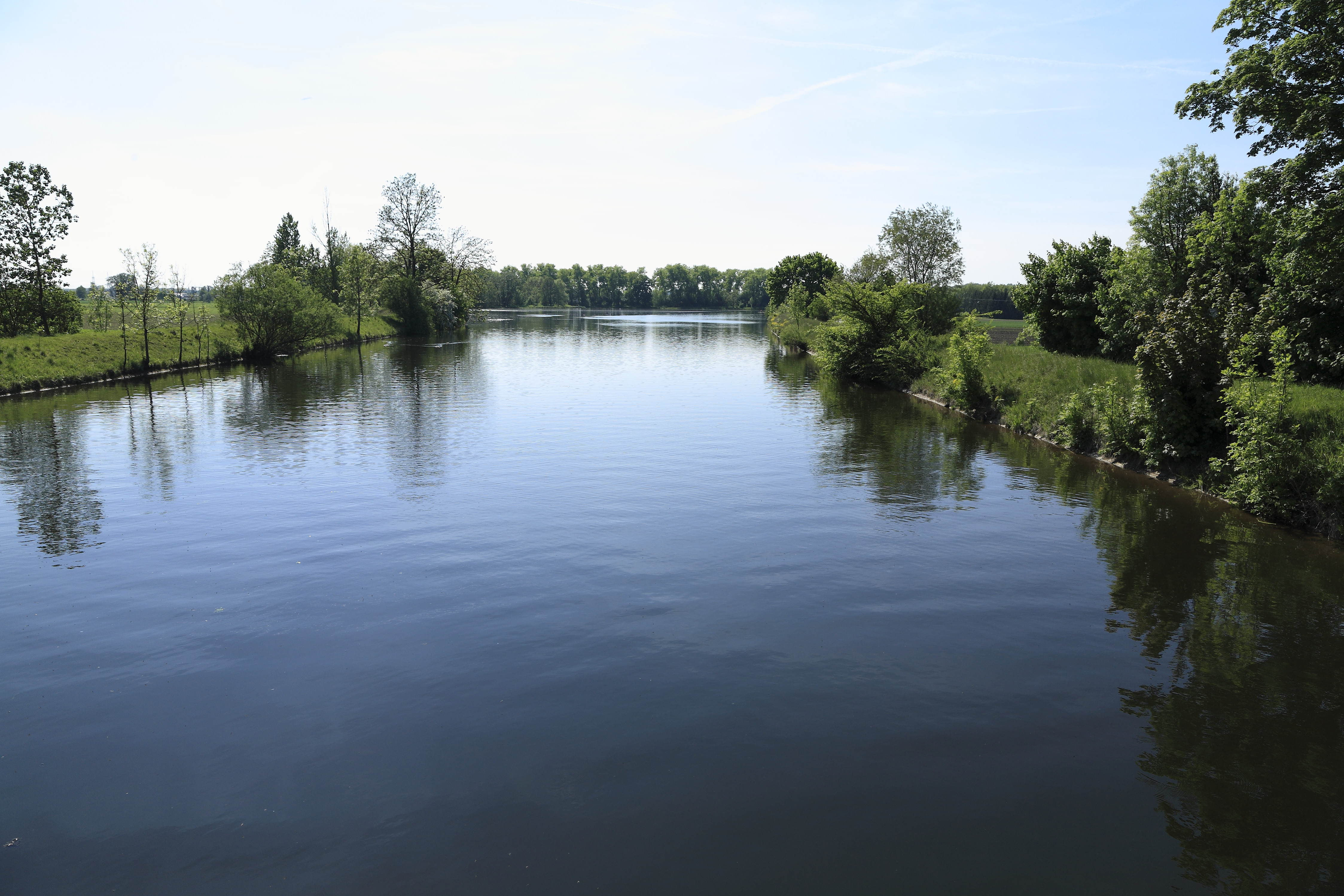
Donau in Dellmensingen

## Energie

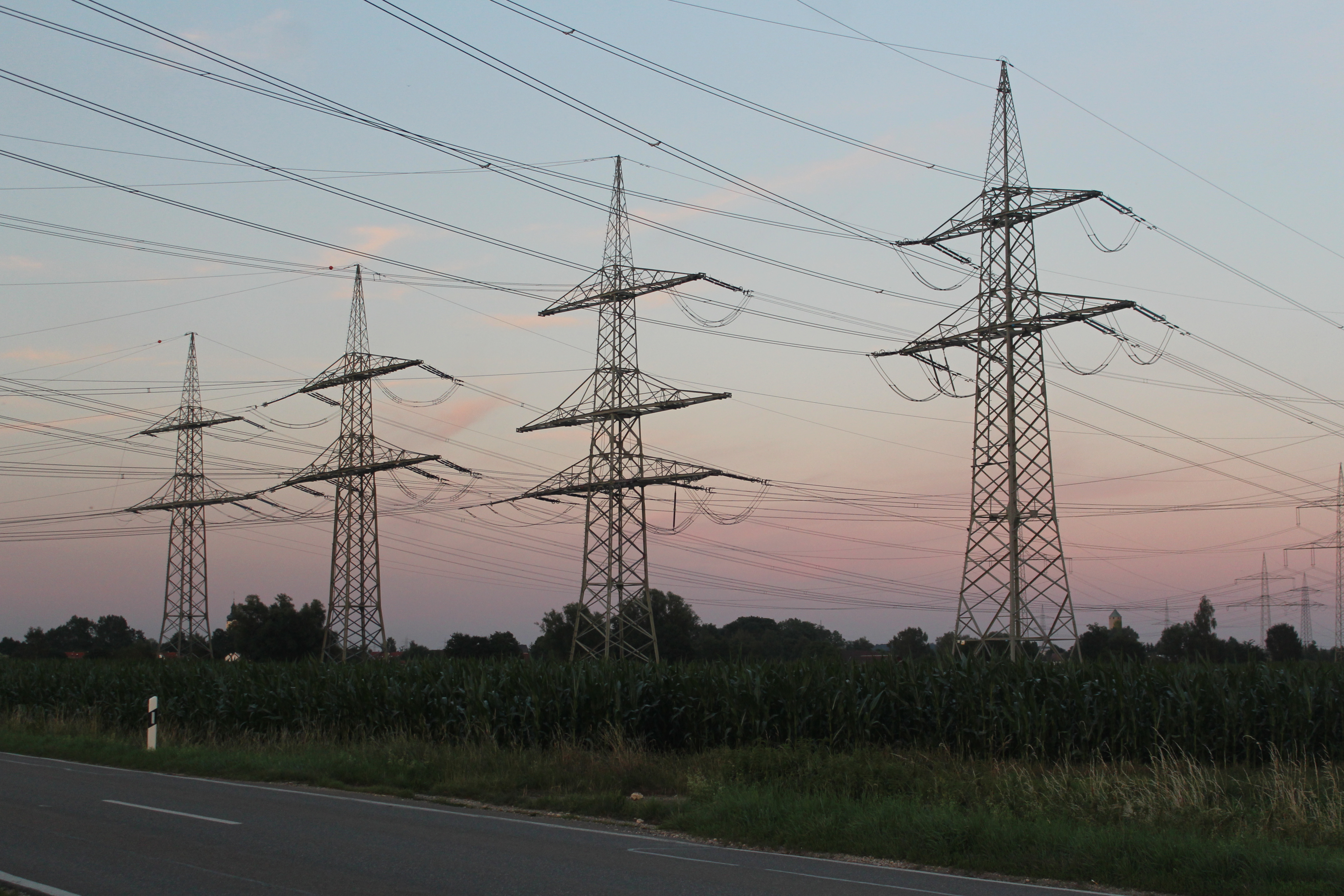
Masten von im Umspannwerk Dellmensingen endenden 380-kV- und 220-kV-Leitungen

Dellmensingen ist Standort eines großen 380-kV-/110-kV-Umspannwerks, das von TransnetBW betrieben wird.

## Bildung
- Der katholische Kindergarten Don Bosco und der städtische Kindergarten Lila Villa betreuen die Kinder ab 2 Jahren bis zum Schuleintritt.
- In der Ortschaft befindet sich die Joseph-von-Egle-Grundschule sowie die zugehörige Förderschule. In der Grundschule werden Kinder in den Klassen 1 bis 4 unterrichtet. Die Förderschule SBBZ endet für Jugendliche nach der neunten Klasse mit dem Förderschulabschluss.

## Sport- und Kulturvereine
- S´Gärtle Dellmensingen
- Alteisen Dellmensingen e. V.
- BI Selbstständiges Dellmensingen
- Chill out Dellmensingen e. V.
- Fischereiverein Erbach-Dellmensingen
- Förderverein der Freiwilligen Feuerwehr Abt. Dellmensingen
- Förderverein des MV Dellmensingen
- Gartenverein Dellmensingen
- Gesangverein Loreley
- Kinderbetreuung Dellmensingen e. V.
- Landfrauen Dellmensingen
- Musikverein Dellmensingen
- Schlosshütte Dellmensingen e. V.
- Sportfreunde Dellmensingen
- Streichorchester Dellmensingen
- Theatergruppe Dellmensingen

## Persönlichkeiten
- Joseph von Egle (1818–1899), Architekt und Direktor der Stuttgarter Baugewerkschule
- Theo Hupfauer (1906–1993), hoher Funktionsträger im Nationalsozialismus und Reichsarbeitsminister im Kabinett Goebbels